# Zakochana pani
Zakochana pani (ang. Carefree) – amerykański film muzyczny z 1938 roku w reżyserii Marka Sandricha.
Był to ósmy film, w którym wspólnie wystąpili Fred Astaire i Ginger Rogers. Film zdobył trzy nominacje do Oscara.

## Obsada
- Fred Astaire jako Tony Flagg
- Ginger Rogers jako Amanda Cooper
- Ralph Bellamy jako Stephen Arden
- Luella Gear jako ciocia Cora
- Jack Carson jako Thomas Connors
- Clarence Kolb jako sędzia Joe Travers
- Franklin Pangborn jako Roland Hunter
- Walter Kingsford jako doktor Powers
- Kay Sutton jako panna Adams
- James Finlayson  jako mężczyzna na polu golfowym (niewymieniony w czołówce)